# ラヌッチョ1世・ファルネーゼ
ラヌッチョ1世・ファルネーゼ（Ranuccio I Farnese, 1569年5月28日 - 1622年3月5日）は、第4代パルマ公及びピアチェンツァ公。アレッサンドロ・ファルネーゼとマリーア・デル・ポルトガッロの子としてパルマで生まれた。

## 生涯
ラヌッチョが11歳の時、ポルトガル王エンリケ1世が後継者を指名しないまま没し、王位継承問題が起こった。ラヌッチョの母マリーアはマヌエル1世の六男であるギマランイス公ドゥアルテの娘であるため、ラヌッチョには王位継承権があった。しかし、父アレッサンドロはスペイン王フェリペ2世の臣下であることを考え、この諍いには息子を名乗り出させなかった。母の妹ブラガンサ公爵夫人カタリナは非常に野心的でこの継承争いに名乗りを上げたが、継承には失敗した。
ラヌッチョ1世の治下、公国はコロルノ、サラ・バガンツァ、モンテキアルゴロを併合した。彼は首都パルマの文化革新を進め、4500席を有するファルネーゼ劇場（第二次世界大戦中の爆撃で焼失）を建設させた。他にパルマ大学の後援、首都を囲む城壁の最後の拡張をおこなった。ファルネーゼ家の住まいであるピロッタ宮殿は、1620年に完成している（現在のピロッタは図書館・美術館を有するパルマの重要な文化センターとなっている）。
ラヌッチョは冷酷な圧制者として知られ、自分に敵対していると疑った100人以上のパルマ市民を公開処刑に処したことが知られている。その死後、息子オドアルドが摂政オドアルド枢機卿（ラヌッチョの弟）の名の下で公位を継承した。

## 子女
1600年、教皇クレメンス8世の姪孫マルゲリータ・アルドブランディーニと結婚。間に5人の子をもうけた。
- アレッサンドロ（1610年 - 1630年） - 継承権放棄
- オドアルド（1612年 - 1646年） - パルマ公
- マリーア（1615年 - 1646年） - 1631年モデナ公フランチェスコ1世と結婚
- ヴィットーリア（1618年 - 1649年） - 1647年モデナ公フランチェスコ1世と結婚
- フランチェスコ・マリーア（1619年 - 1647年） - 枢機卿

妾ブリゼイーデ・チェレトーリ（Briseide Ceretoli）との間に2人の婚外子がおり、いずれも嫡出追認を受けている。
- オッターヴィオ・ファルネーゼ（1598年 - 1643年）
- イザベッラ（1600年 - 1645年） - 1621年パレストリーナ公ジューリオ・チェーザレ・コロンナと結婚

他の妾との間にも4人の婚外子があったが、うち2人の男子は夭折し、2人の女子は修道院に入れられた。